# 1月14日
1月14日（いちがつじゅうよっか）は、グレゴリオ暦で年始から14日目に当たり、年末まであと351日（閏年では352日）ある。

## できごと
- 1526年 - イタリア戦争: 神聖ローマ皇帝カール5世と捕虜となったフランス王フランソワ1世がマドリード条約を締結。
- 1724年 - スペイン王フェリペ5世が譲位。後継のルイス1世の病死で同年中に復位。
- 1814年 - スウェーデンとデンマークの間でキール条約が締結される。
- 1858年 - フェリーチェ・オルシーニを主犯としたナポレオン3世の暗殺未遂事件が発生。
- 1874年 - 喰違の変: 岩倉具視が東京、赤坂で不平士族に襲撃される。
- 1881年 - 東京で内務省警視局を改組して警視庁を再設置。
- 1900年 - ジャコモ・プッチーニのオペラ『トスカ』がローマで初演[1]。
- 1903年 - 大谷光瑞率いる大谷探検隊がインドビハール州ラージギル郊外で釈迦の住んでいた霊鷲山を発見。
- 1914年 - 沢柳事件: 京都帝国大学で、沢柳政太郎総長の人事に反発して法科大学の教授全員が辞表を提出。
- 1919年 - パリ講和会議の国際連盟委員会において、大日本帝国の日本全権団は、人種差別撤廃提案成立のため、各国と交渉を開始した。
- 1936年 - 北海道上砂川町の三井鉱山上砂川炭鉱でガス爆発事故。死者20人、生死不明1人、重軽傷者18人[2]。
- 1939年 - ノルウェーが南極大陸のドロンニング・モード・ランドの領有を宣言。
- 1940年 - 阿部信行内閣が総辞職。
- 1943年 - カサブランカ会談が開催。フランクリン・ルーズベルトとウィンストン・チャーチルが欧州戦線での協力、および枢軸国に対する無条件降伏の要求を確認。
- 1950年 - MiG-17が初飛行する。
- 1954年 - ナッシュとハドソンの合併によってアメリカン・モーターズ(AMC)が設立。
- 1959年 - 南極大陸で1年間置き去りにされたカラフト犬タロとジロの生存が確認される[3]。
- 1963年 - 名門劇団・文学座の分裂が表面化。中堅劇団員がクーデター的に集団で脱退し、劇団雲を結成。
- 1967年 - サンフランシスコでヒューマン・ビーインがはじまる。
- 1969年 - アメリカ海軍の航空母艦「エンタープライズ」の艦載機に搭載されていたズーニー・ロケット弾が爆発、27名の死者を出す。
- 1970年 - 第3次佐藤栄作内閣が成立。
- 1972年 - マルグレーテ2世がデンマーク女王に即位。
- 1978年 - マグニチュード7.0の伊豆大島近海の地震発生。死者25人。
- 1978年 - ロックバンドセックス・ピストルズのメンバー、ジョニー・ロットンがバンドを脱退。実質上の解散となる。
- 1980年 - インディラ・ガンディーが第8代インド首相に就任。
- 1998年 - 群馬一家3人殺害事件が起きる。
- 2004年 - グルジア王国の旗が500年ぶりにグルジアの国旗として復活する。
- 2005年 - 欧州宇宙機関の土星探査機「カッシーニ」から分離された小型探査機「ホイヘンス・プローブ」が土星の衛星タイタンに突入し、その表面に着陸。
- 2009年 - 中央大学教授刺殺事件。
- 2009年 - 国家元首初の北極点到達者モナコ大公アルベール2世が、国家元首として初めて南極点に到達し、地球の両極点を制覇[4]。
- 2011年 - ジャスミン革命: チュニジアのザイン・アル＝アービディーン・ベン＝アリー大統領がサウジアラビアに脱出[5]。
- 2020年 - Windows 7のサポートが終了[6]。企業向けのEnterprise EditionやPro版は有料のESUを通して3年間サポートされる。

## 誕生日
- 紀元前38年 - ネロ・クラウディウス・ドルースス 、ローマ帝国の軍司令官、第2代皇帝ティベリウスの弟（+ 紀元前9年）
- 1272年（文永8年12月12日） - 北条貞時、鎌倉幕府第9代執権（+ 1311年）
- 1695年（元禄7年11月29日） - 小出英及、第9代出石藩主（+ 1696年）
- 1702年（元禄14年12月17日） - 中御門天皇、第114代天皇（+ 1737年）
- 1741年 - ベネディクト・アーノルド、アメリカ独立戦争時の大陸軍将軍（+ 1801年）
- 1744年（寛保3年11月30日） - 秋月種茂、第7代高鍋藩主（+ 1819年）
- 1763年（宝暦12年12月1日） - 水野忠成、第2代沼津藩主・老中（+ 1834年）
- 1773年 - ウィリアム・アマースト (初代アマースト伯爵)、外交官（+ 1857年）
- 1787年（天明6年11月25日） - 遠山友寿、第11代苗木藩主（+ 1839年）
- 1797年 - ヴィルヘルム・ベーア、天文学者（+ 1850年）
- 1799年 - ヨハン・イグナツ・フォン・デリンガー、神学者（+ 1890年）
- 1800年 - ルートヴィヒ・フォン・ケッヘル、音楽学者（+ 1877年）
- 1806年 - マシュー・フォンテーン・モーリー、海軍士官、海洋学者（+ 1873年）
- 1823年（寛保3年12月3日） - 谷衛弼、第12代山家藩主（+ 1856年）
- 1836年 - アンリ・ファンタン＝ラトゥール、画家、版画家（+ 1904年）
- 1841年 - ベルト・モリゾ、画家（+ 1895年）
- 1851年 - ルートヴィヒ・クライゼン、化学者（+ 1930年）
- 1857年（安政3年12月19日） - 酒井忠匡、第8代松山藩主・子爵（+ 1911年）
- 1875年 - アルベルト・シュヴァイツァー、医師、オルガニスト（+ 1965年）
- 1878年 - ヴィクトル・セガレン、詩人、医師 (+ 1919年)
- 1884年 - 永田鉄山、陸軍軍人（+ 1935年）
- 1886年 - ヒュー・ロフティング、児童文学作家（+ 1947年）
- 1889年 - 棚橋小虎、労働運動家、政治家（+ 1973年）
- 1890年 - 河原春作、文部官僚、教育者（1971年）
- 1890年 - アーサー・ホームズ、地質学者（+ 1965年）
- 1892年 - マルティン・ニーメラー、ルター派牧師、神学者（+ 1984年）
- 1892年 - 秦豊吉、実業家、演出家（+ 1956年）
- 1896年 - ジョン・ドス・パソス、画家、小説家（+ 1970年）
- 1901年 - アルフレト・タルスキ、数学者、論理学者（+ 1983年）
- 1902年 - 篠原虎一、ヴァイオリニスト、指揮者（+1980年）
- 1904年 - セシル・ビートン、写真家（+ 1980年）
- 1905年 - 福田赳夫、政治家、第67代内閣総理大臣（+ 1995年）
- 1906年 - 小谷正雄、物理学者（+ 1993年）
- 1907年 - 大木正幹、陸上競技選手（+2000年）
- 1907年 - 鈴木壽、政治家、教育者（+1970年）
- 1909年 - エミール・ラング、ドイツ空軍のエース・パイロット（+ 1944年）
- 1914年 - 駒田信二、作家、中国文学者（+ 1994年）
- 1915年 - フェリックス・カスパー、フィギュアスケート選手（+ 2003年）
- 1917年 - 小田野柏、プロ野球選手（+2013年）
- 1918年 - 島方金則、プロ野球選手（+ 1995年）
- 1921年 - 岩本章、プロ野球選手（+ 1993年）
- 1921年 - グレース・ホフマン、メゾソプラノ歌手（+ 2008年）
- 1925年 - 三島由紀夫、作家（+ 1970年）
- 1925年 - 八反ふじを、作詞家（+ 1970年）
- 1925年 - 井上普方、政治家（+ 2015年）
- 1926年 - マハシュウェタ・デビ（+ 2016年）
- 1927年 - 塚本学、歴史学者（+2013年）
- 1927年 - 原口統三、詩人（+ 1946年）
- 1928年 - 深江章喜、俳優（+2015年）
- 1928年 - ハンス・コーンバーグ、（+ 2019年）
- 1933年 - 斎藤栄、推理作家（+ 2024年）
- 1936年 - 毒島章一、元プロ野球選手（+ 2023年）
- 1936年 - ライナー・クリンケ 、馬術選手（+ 1999年）
- 1938年 - 細川護熙、元政治家、第79代内閣総理大臣
- 1938年 - 浜中祥和、元プロ野球選手
- 1938年 - ジャック・ジョーンズ、歌手（+ 2024年）
- 1941年 - 佐藤雅美、作家（+ 2019年 ）
- 1941年 - 川口順子、政治家
- 1941年 - 高橋幹夫、政治家
- 1941年 - フェイ・ダナウェイ、女優
- 1943年 - 藤本佑子、元バレーボール選手
- 1943年 - 岩本晋、医学博士
- 1943年 - マリス・ヤンソンス、指揮者（+ 2019年）
- 1944年 - 赤羽建美、作家
- 1944年 - 田中眞紀子、元政治家
- 1945年 - 近藤宏樹、政治家
- 1949年 - 忍全功、元プロ野球選手
- 1951年 - 小牧リサ、元女優
- 1954年 - 石田純一、俳優、タレント
- 1954年 - ルー大柴、タレント
- 1954年 - 芹明香、女優
- 1954年 - 萩尾みどり、女優
- 1954年 - 森雪之丞、作詞家
- 1954年 - 渕正信、プロレスラー
- 1955年 - 岩下正明、元プロ野球選手
- 1955年 - 池田憲章、特撮研究家、映像評論家（+2022年）
- 1956年 - 赤坂正浩、法学者、神戸大学名誉教授
- 1956年 - 大草理乙子、女優
- 1957年 - 斎藤成也、遺伝学者
- 1958年 - 深水彰彦、ミュージカル俳優
- 1959年 - 吉田鋼太郎、俳優、演出家
- 1959年 - 三遊亭遊吉、落語家
- 1959年 - 柴田理恵、タレント、女優
- 1959年 - 松本海希、女優
- 1959年 - 本澤雅史、神道学者（+2012年）
- 1962年 - 安田信二、作曲家
- 1963年 - スティーヴン・ソダーバーグ、映画監督、脚本家
- 1965年 - 日下翔平、俳優
- 1966年 - 村上里和、アナウンサー
- 1966年 - マルコ・ヒエタラ、歌手、ベーシスト（ナイトウィッシュなど）
- 1967年 - 桂憲一、俳優
- 1967年 - 小林和公、プロ野球野球審判、元プロ野球選手
- 1967年 - 佐藤里佳、元アナウンサー
- 1967年 - 小沢浩一、元プロ野球選手
- 1967年 - ザック・ワイルド、ギタリスト
- 1967年 - エミリー・ワトソン、女優
- 1968年 - 三宅弘城、俳優
- 1968年 - 松居直美、ものまねタレント
- 1968年 - 早川伸吾、お笑いタレント
- 1968年 - 岩井健浩、元アナウンサー
- 1968年 - 村上和幸、元野球選手
- 1968年 - 伍佰（ウー・バイ）、歌手
- 1968年 - LL・クール・J、ラッパー、俳優
- 1969年 - 雅まさ彦、俳優、歌手（幕末塾）
- 1969年 - デイヴ・グロール、ミュージシャン（フー・ファイターズ）
- 1970年 - 林田圭子、シンガーソングライター、ハーモニカ奏者
- 1970年 - 進藤達哉、元プロ野球選手
- 1970年 - 高遠菜穂子、ボランティア活動家
- 1972年 - 波立紀夫、フリーアナウンサー、元サッカー選手
- 1972年 - 松木秀、歌人、川柳作家
- 1972年 - ジェームス・キー、エンジニア
- 1973年 - 中村篤史、整体師、元キックボクサー
- 1973年 - ジャンカルロ・フィジケラ、F1レーサー
- 1973年 - 山口衛里、元マラソン選手、陸上競技指導者
- 1974年 - 重松和世、フリーアナウンサー
- 1974年 - 八木あかね、サッカー審判員、フットサル審判員
- 1974年 - 藤井優志、元プロ野球選手
- 1975年 - 西郡勲、映像作家
- 1975年 - 田中美音子、ハンドボール選手
- 1975年 - 太田陽子、元走高跳選手
- 1976年 - 山崎弘也、お笑いタレント（アンタッチャブル）
- 1977年 - 北川悠仁、ミュージシャン（ゆず）
- 1977年 - 辻本耕志、お笑いタレント（フラミンゴ）
- 1978年 - 澤山佳小里、女優、声優
- 1978年 - 上田晴美、女優、声優
- 1978年 - クノ・ベッカー、俳優
- 1979年 - 中村聖奈、グラビアモデル
- 1979年 - 中村麻美、元女優
- 1979年 - アンジェラ・リンドヴァル、スーパーモデル、女優
- 1979年 - ヴィレ・ヴァンニ、ミュージシャン、外科医
- 1980年 - 玉木宏、俳優、歌手
- 1980年 - 山口瑠美、歌手
- 1980年 - 加藤義宗、俳優
- 1980年 - 甲斐田裕子、声優
- 1980年 - 炭谷宗佑、元アナウンサー
- 1980年 - ゾーイ・ジョーンズ、フィギュアスケート選手
- 1981年 - 新山千春、タレント
- 1981年 - 森田香央里、タレント
- 1981年 - 荒牧陽子、シンガーソングライター
- 1981年 - 純、お笑いタレント（しずる）
- 1981年 - 田口節子、競艇選手
- 1981年 - 岩藤理恵、柔道家
- 1982年 - 桜田さくら、元AV女優
- 1982年 - ビクトル・バルデス、元サッカー選手
- 1983年 - 上原多香子、歌手、女優（SPEED）
- 1983年 - 塚原正一、俳優
- 1984年 - 松尾依里佳、ヴァイオリニスト、タレント
- 1984年 - 福田将吾、バスケットボール選手
- 1984年 - エリック・アイバー、プロ野球選手
- 1984年 - マイク・ペルフリー、元プロ野球選手
- 1985年 - 古市憲寿[7]、社会学者
- 1985年 - 雅原慶、ミュージカル俳優
- 1985年 - 小明、グラビアアイドル
- 1985年 - ショーン・ソーヤー、フィギュアスケート選手
- 1986年 - ヨアン・キャバイェ、サッカー選手
- 1986年 - 武田航平、俳優
- 1986年 - 松岡佑起、陸上競技選手
- 1986年 - 前野朋哉、俳優
- 1987年 - 橋本淳、俳優
- 1987年 - 井手麻実、アナウンサー
- 1988年 - 藤原正典、元プロ野球選手
- 1988年 - 後藤友香里、元声優、元歌手（元AAA）
- 1989年 - 豊田エリー[8]、女優
- 1989年 - 佐藤美央里、モデル、タレント
- 1989年 - 山田真央、タレント
- 1990年 - 寺田明日香、陸上競技選手
- 1990年 - 喜井つかさ、競艇選手
- 1990年 - 青木志貴、声優、舞台俳優
- 1990年 - エレーナ・ロドリゲス、フィギュアスケート選手
- 1991年 - 富田千晴、モデル、タレント、女優
- 1991年 - 平山雅、アナウンサー
- 1991年 - 北條瑛祐、朝日放送アナウンサー
- 1991年 - 市川華菜、陸上競技（短距離）選手
- 1991年 - 李雪芮、バドミントン選手
- 1991年 - アーロン・アルテール、プロ野球選手
- 1991年 - トッド・ヴァン・スティーンゼル、プロ野球選手
- 1992年 - 石谷春貴、声優
- 1993年 - 薗一輝、俳優
- 1993年 - 松村優樹、陸上選手
- 1993年 - マリヤ・クチナ、陸上競技選手
- 1993年 - ドビーダス・ネバラスカス、プロ野球選手
- 1994年 - 増田怜奈、女優、タレント、ジュニアアイドル
- 1994年 - 栞菜智世、歌手
- 1994年 - カイ、アイドル（EXO）
- 1994年 - 望月直樹、元プロボクサー
- 1995年 - 大石悠馬、俳優
- 1996年 - 宇山芽紅、トランポリン競技選手
- 1997年 - 夏欣怡、バレーボール選手
- 1997年 - ペドロ・アビラ、プロ野球選手
- 1997年 - 伊藤優輔、プロ野球選手
- 1998年 - 森高愛、ファッションモデル、女優
- 1998年 - 村上来渚、歌手、タレント、アイドル（元GEM）
- 1999年 - 和田康士朗、プロ野球選手
- 1999年 - 兎澤朋美、陸上競技選手
- 1999年 - 橋本蒔子、競輪選手
- 2000年 - 林田美学、日本テレビアナウンサー
- 2000年 - 山口楓斗、ラグビー選手
- 2000年 - 髙橋塁、バレーボール選手
- 2001年 - 高橋きら、アイドル（輝星★Cosμ'n.、元AKB48）
- 2001年 - なえなの、タレント、YouTuber
- 2002年 - 和田はな、将棋棋士
- 2011年 - 川端晃菜、アイドル（乃木坂46）
- 生年不詳 - 伊東ライフ、イラストレーター
- 生年不詳 - 熊谷勇希、声優
- 生年不詳 - 木間萌、声優
- 生年不詳 - 大橋世津[9]、声優
- 生年不詳 - 小野寺一歩、ナレーター、声優

## 忌日

### 人物
- 1676年 - ピエトロ・フランチェスコ・カヴァッリ、作曲家（* 1602年）
- 1695年（元禄7年11月29日） - 島津光久、第2代薩摩藩主（* 1616年）
- 1701年（元禄13年12月6日） - 徳川光圀、第2代水戸藩主（* 1628年）
- 1753年 - ジョージ・バークリー、神学者（* 1685年）
- 1788年 - フランソワ・ド・グラス、フランス海軍提督（* 1722年）
- 1867年 - ドミニク・アングル、画家（* 1780年）
- 1898年 - ルイス・キャロル、童話作家、数学者（* 1832年）
- 1901年 - シャルル・エルミート、数学者（* 1822年）
- 1905年 - エルンスト・アッベ、物理学者（* 1840年）
- 1924年 - ゲザ・ジチー、作曲家、ピアニスト（* 1849年）
- 1928年 - アル・リーチ、野球選手（* 1840年）
- 1931年 - ハーディ・リチャードソン、プロ野球選手（* 1855年）
- 1938年 - 初世野村萬斎、狂言方（* 1862年）
- 1949年 - ホアキン・トゥリーナ、作曲家（* 1882年）
- 1952年 - アルトゥール・カップ、作曲家（* 1878年）
- 1953年 - 鳥居龍蔵、考古学者、人類学者、民俗学者（* 1870年）
- 1957年 - ハンフリー・ボガート、俳優（* 1899年）
- 1961年 - バリー・フィッツジェラルド、俳優（* 1888年）
- 1964年 - 浅川伯教、彫刻家、陶磁器研究家（* 1884年）
- 1966年 - セルゲイ・コロリョフ、ロケット技術者（* 1907年）
- 1972年 - フレゼリク9世、デンマーク王（* 1899年）
- 1974年 - 李燦、朝鮮民主主義人民共和国の詩人
- 1976年 - ファン・ダリエンソ、タンゴのヴァイオリニスト（* 1900年）
- 1977年 - アンソニー・イーデン、政治家、イギリス首相（* 1897年）
- 1977年 - アナイス・ニン、作家（* 1903年）
- 1977年 - ピーター・フィンチ、俳優（* 1916年）
- 1978年 - ハロルド・エイブラハムス、陸上競技選手（* 1899年）
- 1978年 - 花森安治、編集者（* 1911年）
- 1978年 - クルト・ゲーデル、数学者（* 1906年）
- 1978年 - 鄭一龍、政治家（* 1912年）
- 1979年 - 大野源一、将棋棋士（* 1911年）
- 1980年 - 山名文夫、グラフィックデザイナー（* 1897年）
- 1984年 - レイ・クロック、起業家（* 1902年）
- 1986年 - ドナ・リード、女優（* 1921年）
- 1988年 - ゲオルギー・マレンコフ、政治家（* 1902年）
- 1990年 - ゴードン・ジャクソン、俳優（* 1923年）
- 1990年 - 財津守、元プロ野球選手（* 1938年）
- 1990年 - 粟國安彦、オペラの演出家（* 1941年）
- 1994年 - バーナード・デイビス、微生物学者（* 1916年）
- 1997年 - 胡金銓、映画監督（* 1931年）
- 1998年 - 佐伯喜一、国際政治評論家、元野村総合研究所社長（* 1913年）
- 2000年 - 吉の谷彰俊、大相撲力士（* 1949年）
- 2002年 - マイケル・ヤング、社会学者（* 1915年）
- 2002年 - 中路雅弘、政治家（* 1926年）
- 2003年 - 横須賀功光、写真家（* 1937年）
- 2005年 - 高梨公之、法学者、第7代日本大学総長、元放送大学学園理事（* 1915年）
- 2005年 - 角戸正夫、化学者、大阪大学蛋白質研究所所長、元姫路工業大学学長（* 1918年）
- 2005年 - アルフレッド・ハウゼ、バイオリニスト、コンチネンタル･タンゴ演奏家（* 1921年）
- 2006年 - アンリ・コルピ、映画監督（* 1921年）
- 2006年 - シェリー・ウィンタース、女優（* 1922年）
- 2008年 - ジューダ・フォークマン、細胞学者、外科医（* 1933年）
- 2009年 - リカルド・モンタルバン、俳優（* 1920年）
- 2009年 - ジェームス・ハヤット、カトリック司祭、宣教番組「心のともしび」創始者（* 1922年）
- 2009年 - ドゥシャン・ジャモニャ、彫刻家（* 1928年）
- 2009年 - 三好康之、アナウンサー（* 1940年）
- 2009年 - レオ・ルワブウォゴ、ボクサー（* 1949年）
- 2009年 - 高窪統、工学者（* 1963年）
- 2009年 - アイマン・アルクルド、サッカー選手（* 1975年）
- 2010年 - 清水勇、政治家（* 1925年)
- 2010年 - ペトラ・シュルマン、モデル、女優（* 1935年）
- 2010年 - ボビー・チャールズ、シンガーソングライター（* 1938年）
- 2011年 - 劉華清、軍人（* 1916年）
- 2011年 - 和田勉、演出家、映画監督、テレビプロデューサー（* 1930年）
- 2011年 - 田浦正巳、俳優（* 1932年）
- 2011年 - ペーター・ポスト、元自転車競技選手、ロードレースチームディレクター（* 1933年）
- 2011年 - 細川俊之、俳優、声優（* 1940年）
- 2012年 - 西本馨、将棋棋士（* 1923年）
- 2012年 - 中島誠、文芸評論家（* 1930年）
- 2012年 - 堀本律雄、元プロ野球選手（* 1935年）
- 2013年 - 三輪隆康、経営者、元興和社長（* 1927年）
- 2013年 - 清水澄子、政治家（* 1928年）
- 2013年 - 長田義明、政治家（* 1934年）
- 2014年 - メイ・ヤング、プロレスラー（* 1923年）
- 2014年 - フアン・ヘルマン、詩人（* 1930年）
- 2014年 - 種田訓久、元プロ野球選手（* 1931年）
- 2014年 - 角田紘一、アニメーター、作画監督（* 1939年）
- 2014年 - ロニー・ジョーダン、ギタリスト（* 1962年）
- 2015年 - 張万年、中国人民解放軍の上将（* 1928年）
- 2015年 - 石井和紘、建築家（* 1944年）
- 2015年 - 奥村慎太郎、政治家、元長崎県雲仙市長（* 1954年）
- 2016年 - レオニード・ジャボチンスキー、重量挙げ選手、1964年東京五輪・1968年メキシコシティ五輪金メダリスト（* 1938年）
- 2016年 - アラン・リックマン、俳優（* 1946年）
- 2016年 - 吉岡昌仁、アニメプロデューサー（* 1959年）
- 2017年 - 周有光、経済学者、言語学者（* 1906年）
- 2017年 - 稲葉侃爾、銀行家、元中国銀行頭取（* 1920年）
- 2017年 - 渡瀬昌忠、国文学者（* 1929年）
- 2017年 - 八並映子、女優（* 1948年）
- 2018年 - ダン・ガーニー、レーシングドライバー、オール・アメリカン・レーサーズ創設者（* 1931年）
- 2018年 - 夏木陽介、俳優、ラリードライバー（* 1936年）
- 2018年 - ヒュー・ウィルソン、映画監督、脚本家、俳優（* 1943年）
- 2018年 - 吉岡斉、科学史家、元九州大学副学長（* 1953年）
- 2019年 - パベウ・アダモビッチ、政治家、元ポーランドグダニスク市長（* 1965年）
- 2020年 - 藤代幸一、ドイツ文学者、旧・東京都立大学名誉教授（* 1932年）
- 2020年 - 丸山克俊、教育学者（* 1951年）
- 2020年 - 石井雅実、実業家、元かんぽ生命保険社長（* 1952年）
- 2020年 - 今川勉、ドラマー（ECHOES）（* 1959年）
- 2021年 - 横井久美子 、シンガーソングライター（* 1944年）
- 2025年 - 陳清波 、プロゴルファー（* 1931年）
- 2025年 - 西園寺章雄 、俳優（* 1947年）
- 2025年 - 矢延隆生 、テレビプロデューサー（* 1964年）

### 人物以外（動物など）
- 2007年 - 初代チョロ松、ウォークマンのCMに出演したニホンザル（* 1977年）

## 記念日・年中行事
- 成人の日（ 日本）※1月第2月曜日（2002年、2008年、2013年、2019年など）
- 左義長・どんと祭（ 日本）
- 十四日年越し（ 日本）
1月15日の小正月の前日にあたるため、昔は年越しの日として祝っていた。
- 飾納・松納（ 日本）
正月飾りや門松を取り外す日。
- 鳥追い祭り（ 日本）
群馬県の中之条町で1604年（慶長9年）から行なわれているお祭り。田畑の作物を荒らす鳥や獣を追い払い、五穀豊穣・町内厄除・家内安全を願う。伊勢宮での神事の後、『鳥追いだ、鳥追いだ、唐土（とっと）の鳥を追いもうせ、セッセッセ、サーラバよって追いもうせ』の掛声とともに太鼓が打ち鳴らされ、町中を練り歩く。厄年の人や商店等から厄落としや商売繁盛を祈って、みかん投げも行われる[10]。
- 四天王寺「どやどや」（ 日本）
大阪市の四天王寺で３00年以上続くお祭り。元旦から始まる四天王寺の「修正会」の締め括りで、紅白のふんどし姿の参加者が、法要中に祈祷された牛王宝印という魔除けの護符を奪い合う[11]。
- 面様年頭（ 日本）
石川県の輪島崎町に古くから伝わる厄よけの神事で、1月14日に「おいで面様」、1月20日に「お帰り面様」が行われる。男面と女面をつけ夫婦神に扮した小学生が氏子の家を回る[12]。
- 刈田嶺神社「暁まいり」（ 日本）
宮城県蔵王町の刈田嶺神社（白鳥大明神）で行なわれる神事。厄年（数え年で42歳）の男衆が百貫のしめ縄をかつぎ、町内を練り歩いた後、境内の樹齢500年といわれる御神木の夫婦杉に奉納する｡神社境内では､神楽の奉納､どんと祭などが行われる[13]。
- 尖閣諸島開拓の日（ 日本）
沖縄県石垣市が2010年12月に制定。1895年のこの日に日本政府が尖閣諸島を日本領に編入する閣議決定を行ったことにちなむ[14]。
- 愛と希望と勇気の日（ 日本）
1959年のこの日、南極大陸で1年間置き去りにされたカラフト犬タロとジロの生存が確認された。
- 褒め言葉カードの日（ 日本）
日本褒め言葉カード協会が制定し、日本記念日協会が認定した。周囲に感謝を伝える日。褒め言葉の「いいよ」 (=114) から[15]。
- 主の割礼祭
キリストの生誕から8日後に命名と割礼が行われたことを祝う（ルカの福音書2章21節）。そのため、キリストの生誕を12月25日と考えれば1月1日が該当日になる。ユリウス暦からグレゴリオ暦に移行した際、クリスマスが12月25日から1月7日に移動したことに伴い、この日が該当日になった。